# Lorena Rojas
Lorena Rojas (ur. 10 lutego 1971 w mieście Meksyk, zm. 16 lutego 2015 w Miami) – meksykańska aktorka filmowa i teatralna oraz piosenkarka. Najlepiej znana z ról w popularnych telenowelach.

## Życiorys
Zajmowała się modelingiem. W 1990 podpisując kontrakt z Televisą, a następnie grając w telenoweli Alcanzar una estrella (Sięgnij gwiazd) rozpoczęła karierę aktorską. Telenowela odniosła sukces, więc w następnym roku nagrano jej kolejną serię, w której zagrał również Ricky Martin. Lorena Rojas ukończyła studia aktorskie w Televisie oraz studiowała na wydziale weterynarii. W latach 1992–1997 zagrała w kilku telenowelach Televisy. Została także dwukrotnie Królową Piękności. Po podpisaniu kontraktu z TV Azteca (1998) wystąpiła m.in. w dramacie kostiumowym Azul Tequila z Mauriciem Ochmannem. Sukces ten sprawił, że ponownie spotkali się, tym razem na planie komediowej telenoweli Tak jak w kinie, gdzie piosenkę tytułową zaśpiewała Christina Aguilera. Tak jak w kinie uznaje się jako jeden z największych sukcesów w historii TV Azteci.
W 2001 ukazał się debiutancki album muzyczny Rojas zatytułowany Como yo no hay ninguna, którego producentem był Richard Daniel Roman (znany z pracy m.in. z Adele czy Jennifer Lopez).
W 2003 roku Rojas podpisała kontrakt z Telemundo i zagrała w telenoweli Ladrón de corazones (Złodziej serc) gdzie utworzyła parę z Manolo Cardona. W 2005 obsadzono ją w roli głównej w telenoweli El Cuerpo del Deseo; u boku aktorki wystąpili także Mario Cimarro, Andrés García i Martín Karpan. Telenowela okazała się międzynarodowym sukcesem. W 2006 wydała swój drugi album Deseo. Po wydaniu albumu, zaczęła koncertować. Była także prezenterką na międzynarodowym festiwalu. W tym samym roku znalazła się na liście 50 najpiękniejszych kobiet świata, w magazynie „People”. W 2009 roku, gdy aktorka była w trakcie leczenia, Telemundo zaproponowało jej mniejszą o połowę gażę, wtedy Rojas odmówiła podpisania kontraktu i rozstała się z tą wytwórnią. Zaczęła wówczas działać w fundacjach, których celem jest walka z nowotworami (np. w fundacji „Livestrong” Lance’a Armstronga). Po przebytym leczeniu kontynuowała pracę jako aktorka.
W czerwcu 2010 powróciła do TV Azteca, gdzie zagrała w telenoweli Między miłością a namiętnością, partnerował jej Víctor González. W 2012 Rojas pozowała w sesji zdjęciowej do magazynu dla mężczyzn „H”.
W połowie roku 2012 podpisała kontrakt z Univision&Venevisión, została tam zaangażowana do telenoweli Rosario. Jej ostatnia produkcja, w której wystąpiła to serial, również wytwórni Venevisión, Demente criminal (został wyemitowany dopiero po śmierci aktorki, w 2015). W listopadzie 2014, powróciła do Televisy, jednakże mimo castingów do telenoweli Amores con trampa, producenci postanowili poczekać aż zdrowie aktorki się unormuje.

### Życie prywatne
W połowie lat dziewięćdziesiątych była związana z aktorem, Ari Telch. W 2001 wzięła ślub z Patrickiem Shaasem. Małżeństwo zakończyło się rozwodem, cztery lata później.
W 2013, oświadczył się jej hiszpański producent mikroteatrów Jorge Monje. Także w październiku tego roku, po wielu latach starania, Rojas zaadoptowała dwutygodniową córkę (ur. 6 października 2013), której dała na imię Luciana. Przed swoją śmiercią w 2015, Lorena wyszła za mąż za Jorge. Po jej śmierci, prawnymi opiekunami Luciany został jej mąż oraz jej siostra Mayra Rojas-także aktorka. Niestety w styczniu 2016, z nieznanych przyczyn znaleziono martwego, 38-letniego Monje. Tym samym jej siostra, Mayra została jako jedyna, matką zastępczą dla córki Loreny.

### Choroba
W 2008 roku wykryto u Rojas raka piersi. W grudniu tego roku przeszła operację. Dwa lata później udało jej się pokonać chorobę. We wrześniu 2012 u aktorki zdiagnozowano nawrót nowotworu tym razem w kościach. Po roku czasu wygrała z rakiem po raz drugi. Jednakże nowotwór zaatakował po raz trzeci w styczniu 2014, objawił się w postaci guzów na wątrobie, ale po siedmiu miesiącach kuracji, udało się je zwalczyć. Na początku 2015, lekarze wykryli je także na jajnikach. Wtedy powiedzieli Rojas: Nie możemy dla Pani nic więcej zrobić, proszę wracać do domu. W dniu swoich 44 urodzin aktorka, dziękowała wszystkim za piękne spędzenie swoich urodzin. Lorena Rojas zmarła 16 lutego 2015 w Miami, w swoim rodzinnym domu wśród bliskich, przegrywając walkę z nowotworem. Prosiła, aby nie robić pogrzebu i jej prochy, rozsypać nad morzem.

## Filmografia

### Seriale
- 1990: Alcanzar una estrella – Sara
- 1991: Alcanzar una estrella II – Sara
- 1992: Baila conmigo – Rosario
- 1993: Buscando el paraíso – Lolita
- 1995: Oblicza prawdy (Bajo un mismo rostro) – Carolina
- 1996: Canción de amor – Ana
- 1997: El alma no tiene color – Ana Luisa Roldán
- 1998: Azul tequila – Catalina
- 1998: Tentaciones – Julia Muñóz
- 1999: El Candidato (Władca Serc) – Beatriz Manrique
- 2001: Lo que callamos las mujeres – Diana
- 2001-2002: Tak jak w kinie (Como en el Cine) – Isabel
- 2003: Ladrón de corazones – Verónica Vega
- 2004: Zapata (Zapata: Amor en rebeldía) – Rosa Escandón
- 2005: Volver al paraíso – Julia Toledo
- 2005-2006: Prawo pożądania (El cuerpo del deseo) – Isabel Arroyo
- 2007: Decisiones – Lorena
- 2007-2008: Meandry miłości (Pecados Ajenos) – Natalia Ruiz
- 2010-2011: Między miłością a namiętnością (Entre El Amor Y El Deseo) – Claudia Fontana Martínez
- 2013: Rosario – Priscila Pavón
- 2015:  Demente Criminal – Verónica García

### Filmy
- 1992: Más que alcanzar una estrella – Paulina
- 1993: El triste juego del amor – Teresa
- 1994: La quebradita – Rita
- 1995: Morena – Daniela
- 1995: Me tengo que casar/Papá soltero
- 2001: Złamane serca (Corazones rotos) – jako Teresa

## Dyskografia[4]
- Como yo no hay ninguna (Azteca Music, 2001)
- Deseo (Big Moon Records, 2006)
- Hijos del sol (2014)

Piosenki śpiewane przez Lorenę Rojas zostały wykorzystane w telenowelach Canción de amor, Prawo pożądania, Meandry miłości oraz w Entre El Amor Y El Deseo.

## Nagrody
2005: Premio Orquídea (Mejor actriz internacional) – Najlepsza międzynarodowa aktorka. Rojas otrzymała tę nagrodę za rolę Isabel Arroyo w telenoweli, Prawo pożądania.